# Максимовка (Богодуховский район)
Макси́мовка (укр. Максимівка) — посёлок,
Крысинский сельский совет,
Богодуховский район,
Харьковская область.
Код КОАТУУ — 6320885004. Население по переписи 2001 г. составляет 1010 (440/570 м/ж) человек.

## Географическое положение
Посёлок Максимовка находится у истоков реки Кры́синка.
На реке небольшая запруда.
Небольшим лесным массивом посёлок разделён на две части.
В 4-х км расположено село Крысино.
В посёлке есть железнодорожная станция Максимовка.
Через поселок проходит автомобильная дорога Р-46.

## История
- 1748 — дата основания.
- В 1940 году, перед Великой Отечественной войной, в Максимовке были 120 дворов, карьер, пруд, три ветряные мельницы, ж.д. станция.[3]
- Середина августа 1943 — Белгородско-Харьковская наступательная операция, в результате которой Максимовка была освобождена от нацистской оккупации.
- В 1993 году в селе действовали управление "Сельхозтехники", агитпункт, лаборатория НОТ, нефтебаза, мехотряд, гараж, котельная, ассоциация "Харьковсахар", хозрасчётная база, перевалочная база, одноимённая ж.д. станция, угольный склад, свеклопункт, склад райпотребсоюза, 4 магазина (№3,48, РПС и промтовары); медпункт, предприятие межхозяйственной специализированной передвижной мехколонны (МСПМК №9), детский сад, подстанция райэлектросетей (РЭС), отделение связи, школа, АТС.[4]

## Культура
- Сельский клуб.